# Anywhere But Home
Albums de Evanescence
Fallen
(2003) The Open Door
(2006)
Anywhere But Home est un boîtier regroupant un album live et un DVD d'Evanescence. Réalisé en 2004, il inclut les quatre vidéos du second album Fallen, ainsi qu'une heure « dans les coulisses » et l'enregistrement du concert au Zénith de Paris. Quant au CD, on retrouve quelques démos comme Breathe No More et Farther Away chantés en live, ainsi que Missing en version studio en dernière piste.

## Track listing
| No  | Titre                    | Durée |
| --- | ------------------------ | ----- |
| 1.  | Haunted                  | 4:04  |
| 2.  | Going Under              | 3:57  |
| 3.  | Taking over Me           | 3:57  |
| 4.  | Everybody's Fool         | 3:40  |
| 5.  | Thoughtless (Korn cover) | 4:37  |
| 6.  | My Last Breath           | 3:53  |
| 7.  | Farther Away             | 5:02  |
| 8.  | Breathe No More          | 3:33  |
| 9.  | My Immortal              | 4:38  |
| 10. | Bring Me to Life         | 4:43  |
| 11. | Tourniquet               | 4:17  |
| 12. | Imaginary                | 5:25  |
| 13. | Whisper                  | 5:25  |
| 14. | Missing                  | 4:16  |

## Membres
- Amy Lee - chant, piano
- Terry Balsamo - guitare
- John LeCompt - guitare
- Will Boyd - guitare basse
- Rocky Gray - batterie

## Charts
Album - Billboard (North America)
| Year | Chart             | Position |
| ---- | ----------------- | -------- |
| 2004 | The Billboard 200 | #39      |

## Production
- Producteur : Dave Fortman
- Ingénieurs : Eddie Mapp, Jeremy Parker, Joshua Swart
- Ingénieur Assistant : Michael Teaney
- Producteur exécutifs : Amy Lee, Ian Stewart
- Mixage : Paul Furedi, Eddie Mapp, Dan Ricci
- Éditions : Juli Berg
- A&R : Diana Meltzer
- Édition digitale : Joshua Swart
- Producteurs du live : Rebecca Mays, James O'Brien, Gemma Ragg
- Directeur du concert : Hamish Hamilton
- Assistant du son : Allin Nowenstein
- Coordination de la production : Kristen Portanova, Karen Yaeger
- Management : Dennis Rider
- Creative directors : Lee Lodge, Jason Mullings, Paul Tigwell
- Directeur : Rafael Alcantara
- Videographie : Rafael Alcantara
- Package design : Bethany Pawluk, Ed Sherman
- Photos : Pamela Littky